# Cory Hardrict
Cory Hardrict, född 9 november 1979 i Chicago, är en amerikansk skådespelare.
Hardrict har bland annat medverkat i filmerna Transcendence och Divorce in the Black.

## Filmografi (i urval)
- 2013 – Warm Bodies
- 2014 – American Sniper
- 2014 – Transcendence
- 2024 – Divorce in the Black